# Christopher Jones (scacchista)
Christopher James Austin Jones, meglio noto come Chris Jones (Newport-on-Tay, 6 aprile 1952), è uno scacchista e compositore di scacchi britannico.
Nel 2012 è diventato il terzo compositore britannico, dopo Comins Mansfield e Norman Macleod, a ricevere dalla WFCC il titolo di Grande Maestro della composizione. Ha composto oltre 800 problemi, per la maggior parte di aiutomatto (helpmates), ottenendo numerose premiazioni, tra cui molti primi premi.
Frequentò la High school a Dundee e fece parte della squadra che vinse nel 1969 il National Schools Team Tournament, organizzato dal Sunday Times. In seguito studiò al Corpus Christi College dell'Università di Oxford, dove fu capitano della squadra di scacchi dell'università (1972-73).
Nel 1978 si trasferì a Bristol. Dal 1981 al 1986 giocò per la squadra della Gloucestershire Chess Association, della quale fu capitano e per molti anni presidente. Dal 2007 al 2009 è stato presidente della British Chess Problem Society. È editore sella sezione Helpmates della rivista della società, The Problemist.
Due suoi problemi:
|   | a | b | c | d | e | f | g | h |   |
| 8 | b8 torre del nero · c8 cavallo del nero · g8 donna del bianco · h8 re del bianco · d7 alfiere del bianco · a6 alfiere del nero · f6 alfiere del bianco · a5 torre del nero · f4 re del nero · h4 pedone del nero · b3 torre del bianco · c3 cavallo del bianco · g3 cavallo del bianco · h3 torre del bianco · d2 pedone del bianco · f2 pedone del nero · h2 cavallo del nero | b8 torre del nero · c8 cavallo del nero · g8 donna del bianco · h8 re del bianco · d7 alfiere del bianco · a6 alfiere del nero · f6 alfiere del bianco · a5 torre del nero · f4 re del nero · h4 pedone del nero · b3 torre del bianco · c3 cavallo del bianco · g3 cavallo del bianco · h3 torre del bianco · d2 pedone del bianco · f2 pedone del nero · h2 cavallo del nero | b8 torre del nero · c8 cavallo del nero · g8 donna del bianco · h8 re del bianco · d7 alfiere del bianco · a6 alfiere del nero · f6 alfiere del bianco · a5 torre del nero · f4 re del nero · h4 pedone del nero · b3 torre del bianco · c3 cavallo del bianco · g3 cavallo del bianco · h3 torre del bianco · d2 pedone del bianco · f2 pedone del nero · h2 cavallo del nero | b8 torre del nero · c8 cavallo del nero · g8 donna del bianco · h8 re del bianco · d7 alfiere del bianco · a6 alfiere del nero · f6 alfiere del bianco · a5 torre del nero · f4 re del nero · h4 pedone del nero · b3 torre del bianco · c3 cavallo del bianco · g3 cavallo del bianco · h3 torre del bianco · d2 pedone del bianco · f2 pedone del nero · h2 cavallo del nero | b8 torre del nero · c8 cavallo del nero · g8 donna del bianco · h8 re del bianco · d7 alfiere del bianco · a6 alfiere del nero · f6 alfiere del bianco · a5 torre del nero · f4 re del nero · h4 pedone del nero · b3 torre del bianco · c3 cavallo del bianco · g3 cavallo del bianco · h3 torre del bianco · d2 pedone del bianco · f2 pedone del nero · h2 cavallo del nero | b8 torre del nero · c8 cavallo del nero · g8 donna del bianco · h8 re del bianco · d7 alfiere del bianco · a6 alfiere del nero · f6 alfiere del bianco · a5 torre del nero · f4 re del nero · h4 pedone del nero · b3 torre del bianco · c3 cavallo del bianco · g3 cavallo del bianco · h3 torre del bianco · d2 pedone del bianco · f2 pedone del nero · h2 cavallo del nero | b8 torre del nero · c8 cavallo del nero · g8 donna del bianco · h8 re del bianco · d7 alfiere del bianco · a6 alfiere del nero · f6 alfiere del bianco · a5 torre del nero · f4 re del nero · h4 pedone del nero · b3 torre del bianco · c3 cavallo del bianco · g3 cavallo del bianco · h3 torre del bianco · d2 pedone del bianco · f2 pedone del nero · h2 cavallo del nero | b8 torre del nero · c8 cavallo del nero · g8 donna del bianco · h8 re del bianco · d7 alfiere del bianco · a6 alfiere del nero · f6 alfiere del bianco · a5 torre del nero · f4 re del nero · h4 pedone del nero · b3 torre del bianco · c3 cavallo del bianco · g3 cavallo del bianco · h3 torre del bianco · d2 pedone del bianco · f2 pedone del nero · h2 cavallo del nero | 8 |
| 7 | b8 torre del nero · c8 cavallo del nero · g8 donna del bianco · h8 re del bianco · d7 alfiere del bianco · a6 alfiere del nero · f6 alfiere del bianco · a5 torre del nero · f4 re del nero · h4 pedone del nero · b3 torre del bianco · c3 cavallo del bianco · g3 cavallo del bianco · h3 torre del bianco · d2 pedone del bianco · f2 pedone del nero · h2 cavallo del nero | b8 torre del nero · c8 cavallo del nero · g8 donna del bianco · h8 re del bianco · d7 alfiere del bianco · a6 alfiere del nero · f6 alfiere del bianco · a5 torre del nero · f4 re del nero · h4 pedone del nero · b3 torre del bianco · c3 cavallo del bianco · g3 cavallo del bianco · h3 torre del bianco · d2 pedone del bianco · f2 pedone del nero · h2 cavallo del nero | b8 torre del nero · c8 cavallo del nero · g8 donna del bianco · h8 re del bianco · d7 alfiere del bianco · a6 alfiere del nero · f6 alfiere del bianco · a5 torre del nero · f4 re del nero · h4 pedone del nero · b3 torre del bianco · c3 cavallo del bianco · g3 cavallo del bianco · h3 torre del bianco · d2 pedone del bianco · f2 pedone del nero · h2 cavallo del nero | b8 torre del nero · c8 cavallo del nero · g8 donna del bianco · h8 re del bianco · d7 alfiere del bianco · a6 alfiere del nero · f6 alfiere del bianco · a5 torre del nero · f4 re del nero · h4 pedone del nero · b3 torre del bianco · c3 cavallo del bianco · g3 cavallo del bianco · h3 torre del bianco · d2 pedone del bianco · f2 pedone del nero · h2 cavallo del nero | b8 torre del nero · c8 cavallo del nero · g8 donna del bianco · h8 re del bianco · d7 alfiere del bianco · a6 alfiere del nero · f6 alfiere del bianco · a5 torre del nero · f4 re del nero · h4 pedone del nero · b3 torre del bianco · c3 cavallo del bianco · g3 cavallo del bianco · h3 torre del bianco · d2 pedone del bianco · f2 pedone del nero · h2 cavallo del nero | b8 torre del nero · c8 cavallo del nero · g8 donna del bianco · h8 re del bianco · d7 alfiere del bianco · a6 alfiere del nero · f6 alfiere del bianco · a5 torre del nero · f4 re del nero · h4 pedone del nero · b3 torre del bianco · c3 cavallo del bianco · g3 cavallo del bianco · h3 torre del bianco · d2 pedone del bianco · f2 pedone del nero · h2 cavallo del nero | b8 torre del nero · c8 cavallo del nero · g8 donna del bianco · h8 re del bianco · d7 alfiere del bianco · a6 alfiere del nero · f6 alfiere del bianco · a5 torre del nero · f4 re del nero · h4 pedone del nero · b3 torre del bianco · c3 cavallo del bianco · g3 cavallo del bianco · h3 torre del bianco · d2 pedone del bianco · f2 pedone del nero · h2 cavallo del nero | b8 torre del nero · c8 cavallo del nero · g8 donna del bianco · h8 re del bianco · d7 alfiere del bianco · a6 alfiere del nero · f6 alfiere del bianco · a5 torre del nero · f4 re del nero · h4 pedone del nero · b3 torre del bianco · c3 cavallo del bianco · g3 cavallo del bianco · h3 torre del bianco · d2 pedone del bianco · f2 pedone del nero · h2 cavallo del nero | 7 |
| 6 | b8 torre del nero · c8 cavallo del nero · g8 donna del bianco · h8 re del bianco · d7 alfiere del bianco · a6 alfiere del nero · f6 alfiere del bianco · a5 torre del nero · f4 re del nero · h4 pedone del nero · b3 torre del bianco · c3 cavallo del bianco · g3 cavallo del bianco · h3 torre del bianco · d2 pedone del bianco · f2 pedone del nero · h2 cavallo del nero | b8 torre del nero · c8 cavallo del nero · g8 donna del bianco · h8 re del bianco · d7 alfiere del bianco · a6 alfiere del nero · f6 alfiere del bianco · a5 torre del nero · f4 re del nero · h4 pedone del nero · b3 torre del bianco · c3 cavallo del bianco · g3 cavallo del bianco · h3 torre del bianco · d2 pedone del bianco · f2 pedone del nero · h2 cavallo del nero | b8 torre del nero · c8 cavallo del nero · g8 donna del bianco · h8 re del bianco · d7 alfiere del bianco · a6 alfiere del nero · f6 alfiere del bianco · a5 torre del nero · f4 re del nero · h4 pedone del nero · b3 torre del bianco · c3 cavallo del bianco · g3 cavallo del bianco · h3 torre del bianco · d2 pedone del bianco · f2 pedone del nero · h2 cavallo del nero | b8 torre del nero · c8 cavallo del nero · g8 donna del bianco · h8 re del bianco · d7 alfiere del bianco · a6 alfiere del nero · f6 alfiere del bianco · a5 torre del nero · f4 re del nero · h4 pedone del nero · b3 torre del bianco · c3 cavallo del bianco · g3 cavallo del bianco · h3 torre del bianco · d2 pedone del bianco · f2 pedone del nero · h2 cavallo del nero | b8 torre del nero · c8 cavallo del nero · g8 donna del bianco · h8 re del bianco · d7 alfiere del bianco · a6 alfiere del nero · f6 alfiere del bianco · a5 torre del nero · f4 re del nero · h4 pedone del nero · b3 torre del bianco · c3 cavallo del bianco · g3 cavallo del bianco · h3 torre del bianco · d2 pedone del bianco · f2 pedone del nero · h2 cavallo del nero | b8 torre del nero · c8 cavallo del nero · g8 donna del bianco · h8 re del bianco · d7 alfiere del bianco · a6 alfiere del nero · f6 alfiere del bianco · a5 torre del nero · f4 re del nero · h4 pedone del nero · b3 torre del bianco · c3 cavallo del bianco · g3 cavallo del bianco · h3 torre del bianco · d2 pedone del bianco · f2 pedone del nero · h2 cavallo del nero | b8 torre del nero · c8 cavallo del nero · g8 donna del bianco · h8 re del bianco · d7 alfiere del bianco · a6 alfiere del nero · f6 alfiere del bianco · a5 torre del nero · f4 re del nero · h4 pedone del nero · b3 torre del bianco · c3 cavallo del bianco · g3 cavallo del bianco · h3 torre del bianco · d2 pedone del bianco · f2 pedone del nero · h2 cavallo del nero | b8 torre del nero · c8 cavallo del nero · g8 donna del bianco · h8 re del bianco · d7 alfiere del bianco · a6 alfiere del nero · f6 alfiere del bianco · a5 torre del nero · f4 re del nero · h4 pedone del nero · b3 torre del bianco · c3 cavallo del bianco · g3 cavallo del bianco · h3 torre del bianco · d2 pedone del bianco · f2 pedone del nero · h2 cavallo del nero | 6 |
| 5 | b8 torre del nero · c8 cavallo del nero · g8 donna del bianco · h8 re del bianco · d7 alfiere del bianco · a6 alfiere del nero · f6 alfiere del bianco · a5 torre del nero · f4 re del nero · h4 pedone del nero · b3 torre del bianco · c3 cavallo del bianco · g3 cavallo del bianco · h3 torre del bianco · d2 pedone del bianco · f2 pedone del nero · h2 cavallo del nero | b8 torre del nero · c8 cavallo del nero · g8 donna del bianco · h8 re del bianco · d7 alfiere del bianco · a6 alfiere del nero · f6 alfiere del bianco · a5 torre del nero · f4 re del nero · h4 pedone del nero · b3 torre del bianco · c3 cavallo del bianco · g3 cavallo del bianco · h3 torre del bianco · d2 pedone del bianco · f2 pedone del nero · h2 cavallo del nero | b8 torre del nero · c8 cavallo del nero · g8 donna del bianco · h8 re del bianco · d7 alfiere del bianco · a6 alfiere del nero · f6 alfiere del bianco · a5 torre del nero · f4 re del nero · h4 pedone del nero · b3 torre del bianco · c3 cavallo del bianco · g3 cavallo del bianco · h3 torre del bianco · d2 pedone del bianco · f2 pedone del nero · h2 cavallo del nero | b8 torre del nero · c8 cavallo del nero · g8 donna del bianco · h8 re del bianco · d7 alfiere del bianco · a6 alfiere del nero · f6 alfiere del bianco · a5 torre del nero · f4 re del nero · h4 pedone del nero · b3 torre del bianco · c3 cavallo del bianco · g3 cavallo del bianco · h3 torre del bianco · d2 pedone del bianco · f2 pedone del nero · h2 cavallo del nero | b8 torre del nero · c8 cavallo del nero · g8 donna del bianco · h8 re del bianco · d7 alfiere del bianco · a6 alfiere del nero · f6 alfiere del bianco · a5 torre del nero · f4 re del nero · h4 pedone del nero · b3 torre del bianco · c3 cavallo del bianco · g3 cavallo del bianco · h3 torre del bianco · d2 pedone del bianco · f2 pedone del nero · h2 cavallo del nero | b8 torre del nero · c8 cavallo del nero · g8 donna del bianco · h8 re del bianco · d7 alfiere del bianco · a6 alfiere del nero · f6 alfiere del bianco · a5 torre del nero · f4 re del nero · h4 pedone del nero · b3 torre del bianco · c3 cavallo del bianco · g3 cavallo del bianco · h3 torre del bianco · d2 pedone del bianco · f2 pedone del nero · h2 cavallo del nero | b8 torre del nero · c8 cavallo del nero · g8 donna del bianco · h8 re del bianco · d7 alfiere del bianco · a6 alfiere del nero · f6 alfiere del bianco · a5 torre del nero · f4 re del nero · h4 pedone del nero · b3 torre del bianco · c3 cavallo del bianco · g3 cavallo del bianco · h3 torre del bianco · d2 pedone del bianco · f2 pedone del nero · h2 cavallo del nero | b8 torre del nero · c8 cavallo del nero · g8 donna del bianco · h8 re del bianco · d7 alfiere del bianco · a6 alfiere del nero · f6 alfiere del bianco · a5 torre del nero · f4 re del nero · h4 pedone del nero · b3 torre del bianco · c3 cavallo del bianco · g3 cavallo del bianco · h3 torre del bianco · d2 pedone del bianco · f2 pedone del nero · h2 cavallo del nero | 5 |
| 4 | b8 torre del nero · c8 cavallo del nero · g8 donna del bianco · h8 re del bianco · d7 alfiere del bianco · a6 alfiere del nero · f6 alfiere del bianco · a5 torre del nero · f4 re del nero · h4 pedone del nero · b3 torre del bianco · c3 cavallo del bianco · g3 cavallo del bianco · h3 torre del bianco · d2 pedone del bianco · f2 pedone del nero · h2 cavallo del nero | b8 torre del nero · c8 cavallo del nero · g8 donna del bianco · h8 re del bianco · d7 alfiere del bianco · a6 alfiere del nero · f6 alfiere del bianco · a5 torre del nero · f4 re del nero · h4 pedone del nero · b3 torre del bianco · c3 cavallo del bianco · g3 cavallo del bianco · h3 torre del bianco · d2 pedone del bianco · f2 pedone del nero · h2 cavallo del nero | b8 torre del nero · c8 cavallo del nero · g8 donna del bianco · h8 re del bianco · d7 alfiere del bianco · a6 alfiere del nero · f6 alfiere del bianco · a5 torre del nero · f4 re del nero · h4 pedone del nero · b3 torre del bianco · c3 cavallo del bianco · g3 cavallo del bianco · h3 torre del bianco · d2 pedone del bianco · f2 pedone del nero · h2 cavallo del nero | b8 torre del nero · c8 cavallo del nero · g8 donna del bianco · h8 re del bianco · d7 alfiere del bianco · a6 alfiere del nero · f6 alfiere del bianco · a5 torre del nero · f4 re del nero · h4 pedone del nero · b3 torre del bianco · c3 cavallo del bianco · g3 cavallo del bianco · h3 torre del bianco · d2 pedone del bianco · f2 pedone del nero · h2 cavallo del nero | b8 torre del nero · c8 cavallo del nero · g8 donna del bianco · h8 re del bianco · d7 alfiere del bianco · a6 alfiere del nero · f6 alfiere del bianco · a5 torre del nero · f4 re del nero · h4 pedone del nero · b3 torre del bianco · c3 cavallo del bianco · g3 cavallo del bianco · h3 torre del bianco · d2 pedone del bianco · f2 pedone del nero · h2 cavallo del nero | b8 torre del nero · c8 cavallo del nero · g8 donna del bianco · h8 re del bianco · d7 alfiere del bianco · a6 alfiere del nero · f6 alfiere del bianco · a5 torre del nero · f4 re del nero · h4 pedone del nero · b3 torre del bianco · c3 cavallo del bianco · g3 cavallo del bianco · h3 torre del bianco · d2 pedone del bianco · f2 pedone del nero · h2 cavallo del nero | b8 torre del nero · c8 cavallo del nero · g8 donna del bianco · h8 re del bianco · d7 alfiere del bianco · a6 alfiere del nero · f6 alfiere del bianco · a5 torre del nero · f4 re del nero · h4 pedone del nero · b3 torre del bianco · c3 cavallo del bianco · g3 cavallo del bianco · h3 torre del bianco · d2 pedone del bianco · f2 pedone del nero · h2 cavallo del nero | b8 torre del nero · c8 cavallo del nero · g8 donna del bianco · h8 re del bianco · d7 alfiere del bianco · a6 alfiere del nero · f6 alfiere del bianco · a5 torre del nero · f4 re del nero · h4 pedone del nero · b3 torre del bianco · c3 cavallo del bianco · g3 cavallo del bianco · h3 torre del bianco · d2 pedone del bianco · f2 pedone del nero · h2 cavallo del nero | 4 |
| 3 | b8 torre del nero · c8 cavallo del nero · g8 donna del bianco · h8 re del bianco · d7 alfiere del bianco · a6 alfiere del nero · f6 alfiere del bianco · a5 torre del nero · f4 re del nero · h4 pedone del nero · b3 torre del bianco · c3 cavallo del bianco · g3 cavallo del bianco · h3 torre del bianco · d2 pedone del bianco · f2 pedone del nero · h2 cavallo del nero | b8 torre del nero · c8 cavallo del nero · g8 donna del bianco · h8 re del bianco · d7 alfiere del bianco · a6 alfiere del nero · f6 alfiere del bianco · a5 torre del nero · f4 re del nero · h4 pedone del nero · b3 torre del bianco · c3 cavallo del bianco · g3 cavallo del bianco · h3 torre del bianco · d2 pedone del bianco · f2 pedone del nero · h2 cavallo del nero | b8 torre del nero · c8 cavallo del nero · g8 donna del bianco · h8 re del bianco · d7 alfiere del bianco · a6 alfiere del nero · f6 alfiere del bianco · a5 torre del nero · f4 re del nero · h4 pedone del nero · b3 torre del bianco · c3 cavallo del bianco · g3 cavallo del bianco · h3 torre del bianco · d2 pedone del bianco · f2 pedone del nero · h2 cavallo del nero | b8 torre del nero · c8 cavallo del nero · g8 donna del bianco · h8 re del bianco · d7 alfiere del bianco · a6 alfiere del nero · f6 alfiere del bianco · a5 torre del nero · f4 re del nero · h4 pedone del nero · b3 torre del bianco · c3 cavallo del bianco · g3 cavallo del bianco · h3 torre del bianco · d2 pedone del bianco · f2 pedone del nero · h2 cavallo del nero | b8 torre del nero · c8 cavallo del nero · g8 donna del bianco · h8 re del bianco · d7 alfiere del bianco · a6 alfiere del nero · f6 alfiere del bianco · a5 torre del nero · f4 re del nero · h4 pedone del nero · b3 torre del bianco · c3 cavallo del bianco · g3 cavallo del bianco · h3 torre del bianco · d2 pedone del bianco · f2 pedone del nero · h2 cavallo del nero | b8 torre del nero · c8 cavallo del nero · g8 donna del bianco · h8 re del bianco · d7 alfiere del bianco · a6 alfiere del nero · f6 alfiere del bianco · a5 torre del nero · f4 re del nero · h4 pedone del nero · b3 torre del bianco · c3 cavallo del bianco · g3 cavallo del bianco · h3 torre del bianco · d2 pedone del bianco · f2 pedone del nero · h2 cavallo del nero | b8 torre del nero · c8 cavallo del nero · g8 donna del bianco · h8 re del bianco · d7 alfiere del bianco · a6 alfiere del nero · f6 alfiere del bianco · a5 torre del nero · f4 re del nero · h4 pedone del nero · b3 torre del bianco · c3 cavallo del bianco · g3 cavallo del bianco · h3 torre del bianco · d2 pedone del bianco · f2 pedone del nero · h2 cavallo del nero | b8 torre del nero · c8 cavallo del nero · g8 donna del bianco · h8 re del bianco · d7 alfiere del bianco · a6 alfiere del nero · f6 alfiere del bianco · a5 torre del nero · f4 re del nero · h4 pedone del nero · b3 torre del bianco · c3 cavallo del bianco · g3 cavallo del bianco · h3 torre del bianco · d2 pedone del bianco · f2 pedone del nero · h2 cavallo del nero | 3 |
| 2 | b8 torre del nero · c8 cavallo del nero · g8 donna del bianco · h8 re del bianco · d7 alfiere del bianco · a6 alfiere del nero · f6 alfiere del bianco · a5 torre del nero · f4 re del nero · h4 pedone del nero · b3 torre del bianco · c3 cavallo del bianco · g3 cavallo del bianco · h3 torre del bianco · d2 pedone del bianco · f2 pedone del nero · h2 cavallo del nero | b8 torre del nero · c8 cavallo del nero · g8 donna del bianco · h8 re del bianco · d7 alfiere del bianco · a6 alfiere del nero · f6 alfiere del bianco · a5 torre del nero · f4 re del nero · h4 pedone del nero · b3 torre del bianco · c3 cavallo del bianco · g3 cavallo del bianco · h3 torre del bianco · d2 pedone del bianco · f2 pedone del nero · h2 cavallo del nero | b8 torre del nero · c8 cavallo del nero · g8 donna del bianco · h8 re del bianco · d7 alfiere del bianco · a6 alfiere del nero · f6 alfiere del bianco · a5 torre del nero · f4 re del nero · h4 pedone del nero · b3 torre del bianco · c3 cavallo del bianco · g3 cavallo del bianco · h3 torre del bianco · d2 pedone del bianco · f2 pedone del nero · h2 cavallo del nero | b8 torre del nero · c8 cavallo del nero · g8 donna del bianco · h8 re del bianco · d7 alfiere del bianco · a6 alfiere del nero · f6 alfiere del bianco · a5 torre del nero · f4 re del nero · h4 pedone del nero · b3 torre del bianco · c3 cavallo del bianco · g3 cavallo del bianco · h3 torre del bianco · d2 pedone del bianco · f2 pedone del nero · h2 cavallo del nero | b8 torre del nero · c8 cavallo del nero · g8 donna del bianco · h8 re del bianco · d7 alfiere del bianco · a6 alfiere del nero · f6 alfiere del bianco · a5 torre del nero · f4 re del nero · h4 pedone del nero · b3 torre del bianco · c3 cavallo del bianco · g3 cavallo del bianco · h3 torre del bianco · d2 pedone del bianco · f2 pedone del nero · h2 cavallo del nero | b8 torre del nero · c8 cavallo del nero · g8 donna del bianco · h8 re del bianco · d7 alfiere del bianco · a6 alfiere del nero · f6 alfiere del bianco · a5 torre del nero · f4 re del nero · h4 pedone del nero · b3 torre del bianco · c3 cavallo del bianco · g3 cavallo del bianco · h3 torre del bianco · d2 pedone del bianco · f2 pedone del nero · h2 cavallo del nero | b8 torre del nero · c8 cavallo del nero · g8 donna del bianco · h8 re del bianco · d7 alfiere del bianco · a6 alfiere del nero · f6 alfiere del bianco · a5 torre del nero · f4 re del nero · h4 pedone del nero · b3 torre del bianco · c3 cavallo del bianco · g3 cavallo del bianco · h3 torre del bianco · d2 pedone del bianco · f2 pedone del nero · h2 cavallo del nero | b8 torre del nero · c8 cavallo del nero · g8 donna del bianco · h8 re del bianco · d7 alfiere del bianco · a6 alfiere del nero · f6 alfiere del bianco · a5 torre del nero · f4 re del nero · h4 pedone del nero · b3 torre del bianco · c3 cavallo del bianco · g3 cavallo del bianco · h3 torre del bianco · d2 pedone del bianco · f2 pedone del nero · h2 cavallo del nero | 2 |
| 1 | b8 torre del nero · c8 cavallo del nero · g8 donna del bianco · h8 re del bianco · d7 alfiere del bianco · a6 alfiere del nero · f6 alfiere del bianco · a5 torre del nero · f4 re del nero · h4 pedone del nero · b3 torre del bianco · c3 cavallo del bianco · g3 cavallo del bianco · h3 torre del bianco · d2 pedone del bianco · f2 pedone del nero · h2 cavallo del nero | b8 torre del nero · c8 cavallo del nero · g8 donna del bianco · h8 re del bianco · d7 alfiere del bianco · a6 alfiere del nero · f6 alfiere del bianco · a5 torre del nero · f4 re del nero · h4 pedone del nero · b3 torre del bianco · c3 cavallo del bianco · g3 cavallo del bianco · h3 torre del bianco · d2 pedone del bianco · f2 pedone del nero · h2 cavallo del nero | b8 torre del nero · c8 cavallo del nero · g8 donna del bianco · h8 re del bianco · d7 alfiere del bianco · a6 alfiere del nero · f6 alfiere del bianco · a5 torre del nero · f4 re del nero · h4 pedone del nero · b3 torre del bianco · c3 cavallo del bianco · g3 cavallo del bianco · h3 torre del bianco · d2 pedone del bianco · f2 pedone del nero · h2 cavallo del nero | b8 torre del nero · c8 cavallo del nero · g8 donna del bianco · h8 re del bianco · d7 alfiere del bianco · a6 alfiere del nero · f6 alfiere del bianco · a5 torre del nero · f4 re del nero · h4 pedone del nero · b3 torre del bianco · c3 cavallo del bianco · g3 cavallo del bianco · h3 torre del bianco · d2 pedone del bianco · f2 pedone del nero · h2 cavallo del nero | b8 torre del nero · c8 cavallo del nero · g8 donna del bianco · h8 re del bianco · d7 alfiere del bianco · a6 alfiere del nero · f6 alfiere del bianco · a5 torre del nero · f4 re del nero · h4 pedone del nero · b3 torre del bianco · c3 cavallo del bianco · g3 cavallo del bianco · h3 torre del bianco · d2 pedone del bianco · f2 pedone del nero · h2 cavallo del nero | b8 torre del nero · c8 cavallo del nero · g8 donna del bianco · h8 re del bianco · d7 alfiere del bianco · a6 alfiere del nero · f6 alfiere del bianco · a5 torre del nero · f4 re del nero · h4 pedone del nero · b3 torre del bianco · c3 cavallo del bianco · g3 cavallo del bianco · h3 torre del bianco · d2 pedone del bianco · f2 pedone del nero · h2 cavallo del nero | b8 torre del nero · c8 cavallo del nero · g8 donna del bianco · h8 re del bianco · d7 alfiere del bianco · a6 alfiere del nero · f6 alfiere del bianco · a5 torre del nero · f4 re del nero · h4 pedone del nero · b3 torre del bianco · c3 cavallo del bianco · g3 cavallo del bianco · h3 torre del bianco · d2 pedone del bianco · f2 pedone del nero · h2 cavallo del nero | b8 torre del nero · c8 cavallo del nero · g8 donna del bianco · h8 re del bianco · d7 alfiere del bianco · a6 alfiere del nero · f6 alfiere del bianco · a5 torre del nero · f4 re del nero · h4 pedone del nero · b3 torre del bianco · c3 cavallo del bianco · g3 cavallo del bianco · h3 torre del bianco · d2 pedone del bianco · f2 pedone del nero · h2 cavallo del nero | 1 |
|   | a | b | c | d | e | f | g | h |   |

Soluzione:
Tentativi:

1. Ab5? ...hxg3!  –  1. Cb5? ...Cd6!
Chiave: 1. Tb5!  (2. Ch5#/Cge2#)

1... f1=D/Axb5  2. Ch5#

|   | a | b | c | d | e | f | g | h |   |
| 8 | a8 alfiere del bianco · h8 torre del nero · a6 pedone del bianco · b6 pedone del nero · c6 pedone del bianco · g6 pedone del nero · b5 torre del bianco · c5 cavallo del bianco · d5 re del nero · f5 pedone del nero · g5 pedone del bianco · e4 cavallo del bianco · b3 pedone del bianco · g3 pedone del nero · b2 alfiere del bianco · d2 re del bianco · e2 torre del bianco · g2 donna del bianco · h2 alfiere del nero · h1 alfiere del nero | a8 alfiere del bianco · h8 torre del nero · a6 pedone del bianco · b6 pedone del nero · c6 pedone del bianco · g6 pedone del nero · b5 torre del bianco · c5 cavallo del bianco · d5 re del nero · f5 pedone del nero · g5 pedone del bianco · e4 cavallo del bianco · b3 pedone del bianco · g3 pedone del nero · b2 alfiere del bianco · d2 re del bianco · e2 torre del bianco · g2 donna del bianco · h2 alfiere del nero · h1 alfiere del nero | a8 alfiere del bianco · h8 torre del nero · a6 pedone del bianco · b6 pedone del nero · c6 pedone del bianco · g6 pedone del nero · b5 torre del bianco · c5 cavallo del bianco · d5 re del nero · f5 pedone del nero · g5 pedone del bianco · e4 cavallo del bianco · b3 pedone del bianco · g3 pedone del nero · b2 alfiere del bianco · d2 re del bianco · e2 torre del bianco · g2 donna del bianco · h2 alfiere del nero · h1 alfiere del nero | a8 alfiere del bianco · h8 torre del nero · a6 pedone del bianco · b6 pedone del nero · c6 pedone del bianco · g6 pedone del nero · b5 torre del bianco · c5 cavallo del bianco · d5 re del nero · f5 pedone del nero · g5 pedone del bianco · e4 cavallo del bianco · b3 pedone del bianco · g3 pedone del nero · b2 alfiere del bianco · d2 re del bianco · e2 torre del bianco · g2 donna del bianco · h2 alfiere del nero · h1 alfiere del nero | a8 alfiere del bianco · h8 torre del nero · a6 pedone del bianco · b6 pedone del nero · c6 pedone del bianco · g6 pedone del nero · b5 torre del bianco · c5 cavallo del bianco · d5 re del nero · f5 pedone del nero · g5 pedone del bianco · e4 cavallo del bianco · b3 pedone del bianco · g3 pedone del nero · b2 alfiere del bianco · d2 re del bianco · e2 torre del bianco · g2 donna del bianco · h2 alfiere del nero · h1 alfiere del nero | a8 alfiere del bianco · h8 torre del nero · a6 pedone del bianco · b6 pedone del nero · c6 pedone del bianco · g6 pedone del nero · b5 torre del bianco · c5 cavallo del bianco · d5 re del nero · f5 pedone del nero · g5 pedone del bianco · e4 cavallo del bianco · b3 pedone del bianco · g3 pedone del nero · b2 alfiere del bianco · d2 re del bianco · e2 torre del bianco · g2 donna del bianco · h2 alfiere del nero · h1 alfiere del nero | a8 alfiere del bianco · h8 torre del nero · a6 pedone del bianco · b6 pedone del nero · c6 pedone del bianco · g6 pedone del nero · b5 torre del bianco · c5 cavallo del bianco · d5 re del nero · f5 pedone del nero · g5 pedone del bianco · e4 cavallo del bianco · b3 pedone del bianco · g3 pedone del nero · b2 alfiere del bianco · d2 re del bianco · e2 torre del bianco · g2 donna del bianco · h2 alfiere del nero · h1 alfiere del nero | a8 alfiere del bianco · h8 torre del nero · a6 pedone del bianco · b6 pedone del nero · c6 pedone del bianco · g6 pedone del nero · b5 torre del bianco · c5 cavallo del bianco · d5 re del nero · f5 pedone del nero · g5 pedone del bianco · e4 cavallo del bianco · b3 pedone del bianco · g3 pedone del nero · b2 alfiere del bianco · d2 re del bianco · e2 torre del bianco · g2 donna del bianco · h2 alfiere del nero · h1 alfiere del nero | 8 |
| 7 | a8 alfiere del bianco · h8 torre del nero · a6 pedone del bianco · b6 pedone del nero · c6 pedone del bianco · g6 pedone del nero · b5 torre del bianco · c5 cavallo del bianco · d5 re del nero · f5 pedone del nero · g5 pedone del bianco · e4 cavallo del bianco · b3 pedone del bianco · g3 pedone del nero · b2 alfiere del bianco · d2 re del bianco · e2 torre del bianco · g2 donna del bianco · h2 alfiere del nero · h1 alfiere del nero | a8 alfiere del bianco · h8 torre del nero · a6 pedone del bianco · b6 pedone del nero · c6 pedone del bianco · g6 pedone del nero · b5 torre del bianco · c5 cavallo del bianco · d5 re del nero · f5 pedone del nero · g5 pedone del bianco · e4 cavallo del bianco · b3 pedone del bianco · g3 pedone del nero · b2 alfiere del bianco · d2 re del bianco · e2 torre del bianco · g2 donna del bianco · h2 alfiere del nero · h1 alfiere del nero | a8 alfiere del bianco · h8 torre del nero · a6 pedone del bianco · b6 pedone del nero · c6 pedone del bianco · g6 pedone del nero · b5 torre del bianco · c5 cavallo del bianco · d5 re del nero · f5 pedone del nero · g5 pedone del bianco · e4 cavallo del bianco · b3 pedone del bianco · g3 pedone del nero · b2 alfiere del bianco · d2 re del bianco · e2 torre del bianco · g2 donna del bianco · h2 alfiere del nero · h1 alfiere del nero | a8 alfiere del bianco · h8 torre del nero · a6 pedone del bianco · b6 pedone del nero · c6 pedone del bianco · g6 pedone del nero · b5 torre del bianco · c5 cavallo del bianco · d5 re del nero · f5 pedone del nero · g5 pedone del bianco · e4 cavallo del bianco · b3 pedone del bianco · g3 pedone del nero · b2 alfiere del bianco · d2 re del bianco · e2 torre del bianco · g2 donna del bianco · h2 alfiere del nero · h1 alfiere del nero | a8 alfiere del bianco · h8 torre del nero · a6 pedone del bianco · b6 pedone del nero · c6 pedone del bianco · g6 pedone del nero · b5 torre del bianco · c5 cavallo del bianco · d5 re del nero · f5 pedone del nero · g5 pedone del bianco · e4 cavallo del bianco · b3 pedone del bianco · g3 pedone del nero · b2 alfiere del bianco · d2 re del bianco · e2 torre del bianco · g2 donna del bianco · h2 alfiere del nero · h1 alfiere del nero | a8 alfiere del bianco · h8 torre del nero · a6 pedone del bianco · b6 pedone del nero · c6 pedone del bianco · g6 pedone del nero · b5 torre del bianco · c5 cavallo del bianco · d5 re del nero · f5 pedone del nero · g5 pedone del bianco · e4 cavallo del bianco · b3 pedone del bianco · g3 pedone del nero · b2 alfiere del bianco · d2 re del bianco · e2 torre del bianco · g2 donna del bianco · h2 alfiere del nero · h1 alfiere del nero | a8 alfiere del bianco · h8 torre del nero · a6 pedone del bianco · b6 pedone del nero · c6 pedone del bianco · g6 pedone del nero · b5 torre del bianco · c5 cavallo del bianco · d5 re del nero · f5 pedone del nero · g5 pedone del bianco · e4 cavallo del bianco · b3 pedone del bianco · g3 pedone del nero · b2 alfiere del bianco · d2 re del bianco · e2 torre del bianco · g2 donna del bianco · h2 alfiere del nero · h1 alfiere del nero | a8 alfiere del bianco · h8 torre del nero · a6 pedone del bianco · b6 pedone del nero · c6 pedone del bianco · g6 pedone del nero · b5 torre del bianco · c5 cavallo del bianco · d5 re del nero · f5 pedone del nero · g5 pedone del bianco · e4 cavallo del bianco · b3 pedone del bianco · g3 pedone del nero · b2 alfiere del bianco · d2 re del bianco · e2 torre del bianco · g2 donna del bianco · h2 alfiere del nero · h1 alfiere del nero | 7 |
| 6 | a8 alfiere del bianco · h8 torre del nero · a6 pedone del bianco · b6 pedone del nero · c6 pedone del bianco · g6 pedone del nero · b5 torre del bianco · c5 cavallo del bianco · d5 re del nero · f5 pedone del nero · g5 pedone del bianco · e4 cavallo del bianco · b3 pedone del bianco · g3 pedone del nero · b2 alfiere del bianco · d2 re del bianco · e2 torre del bianco · g2 donna del bianco · h2 alfiere del nero · h1 alfiere del nero | a8 alfiere del bianco · h8 torre del nero · a6 pedone del bianco · b6 pedone del nero · c6 pedone del bianco · g6 pedone del nero · b5 torre del bianco · c5 cavallo del bianco · d5 re del nero · f5 pedone del nero · g5 pedone del bianco · e4 cavallo del bianco · b3 pedone del bianco · g3 pedone del nero · b2 alfiere del bianco · d2 re del bianco · e2 torre del bianco · g2 donna del bianco · h2 alfiere del nero · h1 alfiere del nero | a8 alfiere del bianco · h8 torre del nero · a6 pedone del bianco · b6 pedone del nero · c6 pedone del bianco · g6 pedone del nero · b5 torre del bianco · c5 cavallo del bianco · d5 re del nero · f5 pedone del nero · g5 pedone del bianco · e4 cavallo del bianco · b3 pedone del bianco · g3 pedone del nero · b2 alfiere del bianco · d2 re del bianco · e2 torre del bianco · g2 donna del bianco · h2 alfiere del nero · h1 alfiere del nero | a8 alfiere del bianco · h8 torre del nero · a6 pedone del bianco · b6 pedone del nero · c6 pedone del bianco · g6 pedone del nero · b5 torre del bianco · c5 cavallo del bianco · d5 re del nero · f5 pedone del nero · g5 pedone del bianco · e4 cavallo del bianco · b3 pedone del bianco · g3 pedone del nero · b2 alfiere del bianco · d2 re del bianco · e2 torre del bianco · g2 donna del bianco · h2 alfiere del nero · h1 alfiere del nero | a8 alfiere del bianco · h8 torre del nero · a6 pedone del bianco · b6 pedone del nero · c6 pedone del bianco · g6 pedone del nero · b5 torre del bianco · c5 cavallo del bianco · d5 re del nero · f5 pedone del nero · g5 pedone del bianco · e4 cavallo del bianco · b3 pedone del bianco · g3 pedone del nero · b2 alfiere del bianco · d2 re del bianco · e2 torre del bianco · g2 donna del bianco · h2 alfiere del nero · h1 alfiere del nero | a8 alfiere del bianco · h8 torre del nero · a6 pedone del bianco · b6 pedone del nero · c6 pedone del bianco · g6 pedone del nero · b5 torre del bianco · c5 cavallo del bianco · d5 re del nero · f5 pedone del nero · g5 pedone del bianco · e4 cavallo del bianco · b3 pedone del bianco · g3 pedone del nero · b2 alfiere del bianco · d2 re del bianco · e2 torre del bianco · g2 donna del bianco · h2 alfiere del nero · h1 alfiere del nero | a8 alfiere del bianco · h8 torre del nero · a6 pedone del bianco · b6 pedone del nero · c6 pedone del bianco · g6 pedone del nero · b5 torre del bianco · c5 cavallo del bianco · d5 re del nero · f5 pedone del nero · g5 pedone del bianco · e4 cavallo del bianco · b3 pedone del bianco · g3 pedone del nero · b2 alfiere del bianco · d2 re del bianco · e2 torre del bianco · g2 donna del bianco · h2 alfiere del nero · h1 alfiere del nero | a8 alfiere del bianco · h8 torre del nero · a6 pedone del bianco · b6 pedone del nero · c6 pedone del bianco · g6 pedone del nero · b5 torre del bianco · c5 cavallo del bianco · d5 re del nero · f5 pedone del nero · g5 pedone del bianco · e4 cavallo del bianco · b3 pedone del bianco · g3 pedone del nero · b2 alfiere del bianco · d2 re del bianco · e2 torre del bianco · g2 donna del bianco · h2 alfiere del nero · h1 alfiere del nero | 6 |
| 5 | a8 alfiere del bianco · h8 torre del nero · a6 pedone del bianco · b6 pedone del nero · c6 pedone del bianco · g6 pedone del nero · b5 torre del bianco · c5 cavallo del bianco · d5 re del nero · f5 pedone del nero · g5 pedone del bianco · e4 cavallo del bianco · b3 pedone del bianco · g3 pedone del nero · b2 alfiere del bianco · d2 re del bianco · e2 torre del bianco · g2 donna del bianco · h2 alfiere del nero · h1 alfiere del nero | a8 alfiere del bianco · h8 torre del nero · a6 pedone del bianco · b6 pedone del nero · c6 pedone del bianco · g6 pedone del nero · b5 torre del bianco · c5 cavallo del bianco · d5 re del nero · f5 pedone del nero · g5 pedone del bianco · e4 cavallo del bianco · b3 pedone del bianco · g3 pedone del nero · b2 alfiere del bianco · d2 re del bianco · e2 torre del bianco · g2 donna del bianco · h2 alfiere del nero · h1 alfiere del nero | a8 alfiere del bianco · h8 torre del nero · a6 pedone del bianco · b6 pedone del nero · c6 pedone del bianco · g6 pedone del nero · b5 torre del bianco · c5 cavallo del bianco · d5 re del nero · f5 pedone del nero · g5 pedone del bianco · e4 cavallo del bianco · b3 pedone del bianco · g3 pedone del nero · b2 alfiere del bianco · d2 re del bianco · e2 torre del bianco · g2 donna del bianco · h2 alfiere del nero · h1 alfiere del nero | a8 alfiere del bianco · h8 torre del nero · a6 pedone del bianco · b6 pedone del nero · c6 pedone del bianco · g6 pedone del nero · b5 torre del bianco · c5 cavallo del bianco · d5 re del nero · f5 pedone del nero · g5 pedone del bianco · e4 cavallo del bianco · b3 pedone del bianco · g3 pedone del nero · b2 alfiere del bianco · d2 re del bianco · e2 torre del bianco · g2 donna del bianco · h2 alfiere del nero · h1 alfiere del nero | a8 alfiere del bianco · h8 torre del nero · a6 pedone del bianco · b6 pedone del nero · c6 pedone del bianco · g6 pedone del nero · b5 torre del bianco · c5 cavallo del bianco · d5 re del nero · f5 pedone del nero · g5 pedone del bianco · e4 cavallo del bianco · b3 pedone del bianco · g3 pedone del nero · b2 alfiere del bianco · d2 re del bianco · e2 torre del bianco · g2 donna del bianco · h2 alfiere del nero · h1 alfiere del nero | a8 alfiere del bianco · h8 torre del nero · a6 pedone del bianco · b6 pedone del nero · c6 pedone del bianco · g6 pedone del nero · b5 torre del bianco · c5 cavallo del bianco · d5 re del nero · f5 pedone del nero · g5 pedone del bianco · e4 cavallo del bianco · b3 pedone del bianco · g3 pedone del nero · b2 alfiere del bianco · d2 re del bianco · e2 torre del bianco · g2 donna del bianco · h2 alfiere del nero · h1 alfiere del nero | a8 alfiere del bianco · h8 torre del nero · a6 pedone del bianco · b6 pedone del nero · c6 pedone del bianco · g6 pedone del nero · b5 torre del bianco · c5 cavallo del bianco · d5 re del nero · f5 pedone del nero · g5 pedone del bianco · e4 cavallo del bianco · b3 pedone del bianco · g3 pedone del nero · b2 alfiere del bianco · d2 re del bianco · e2 torre del bianco · g2 donna del bianco · h2 alfiere del nero · h1 alfiere del nero | a8 alfiere del bianco · h8 torre del nero · a6 pedone del bianco · b6 pedone del nero · c6 pedone del bianco · g6 pedone del nero · b5 torre del bianco · c5 cavallo del bianco · d5 re del nero · f5 pedone del nero · g5 pedone del bianco · e4 cavallo del bianco · b3 pedone del bianco · g3 pedone del nero · b2 alfiere del bianco · d2 re del bianco · e2 torre del bianco · g2 donna del bianco · h2 alfiere del nero · h1 alfiere del nero | 5 |
| 4 | a8 alfiere del bianco · h8 torre del nero · a6 pedone del bianco · b6 pedone del nero · c6 pedone del bianco · g6 pedone del nero · b5 torre del bianco · c5 cavallo del bianco · d5 re del nero · f5 pedone del nero · g5 pedone del bianco · e4 cavallo del bianco · b3 pedone del bianco · g3 pedone del nero · b2 alfiere del bianco · d2 re del bianco · e2 torre del bianco · g2 donna del bianco · h2 alfiere del nero · h1 alfiere del nero | a8 alfiere del bianco · h8 torre del nero · a6 pedone del bianco · b6 pedone del nero · c6 pedone del bianco · g6 pedone del nero · b5 torre del bianco · c5 cavallo del bianco · d5 re del nero · f5 pedone del nero · g5 pedone del bianco · e4 cavallo del bianco · b3 pedone del bianco · g3 pedone del nero · b2 alfiere del bianco · d2 re del bianco · e2 torre del bianco · g2 donna del bianco · h2 alfiere del nero · h1 alfiere del nero | a8 alfiere del bianco · h8 torre del nero · a6 pedone del bianco · b6 pedone del nero · c6 pedone del bianco · g6 pedone del nero · b5 torre del bianco · c5 cavallo del bianco · d5 re del nero · f5 pedone del nero · g5 pedone del bianco · e4 cavallo del bianco · b3 pedone del bianco · g3 pedone del nero · b2 alfiere del bianco · d2 re del bianco · e2 torre del bianco · g2 donna del bianco · h2 alfiere del nero · h1 alfiere del nero | a8 alfiere del bianco · h8 torre del nero · a6 pedone del bianco · b6 pedone del nero · c6 pedone del bianco · g6 pedone del nero · b5 torre del bianco · c5 cavallo del bianco · d5 re del nero · f5 pedone del nero · g5 pedone del bianco · e4 cavallo del bianco · b3 pedone del bianco · g3 pedone del nero · b2 alfiere del bianco · d2 re del bianco · e2 torre del bianco · g2 donna del bianco · h2 alfiere del nero · h1 alfiere del nero | a8 alfiere del bianco · h8 torre del nero · a6 pedone del bianco · b6 pedone del nero · c6 pedone del bianco · g6 pedone del nero · b5 torre del bianco · c5 cavallo del bianco · d5 re del nero · f5 pedone del nero · g5 pedone del bianco · e4 cavallo del bianco · b3 pedone del bianco · g3 pedone del nero · b2 alfiere del bianco · d2 re del bianco · e2 torre del bianco · g2 donna del bianco · h2 alfiere del nero · h1 alfiere del nero | a8 alfiere del bianco · h8 torre del nero · a6 pedone del bianco · b6 pedone del nero · c6 pedone del bianco · g6 pedone del nero · b5 torre del bianco · c5 cavallo del bianco · d5 re del nero · f5 pedone del nero · g5 pedone del bianco · e4 cavallo del bianco · b3 pedone del bianco · g3 pedone del nero · b2 alfiere del bianco · d2 re del bianco · e2 torre del bianco · g2 donna del bianco · h2 alfiere del nero · h1 alfiere del nero | a8 alfiere del bianco · h8 torre del nero · a6 pedone del bianco · b6 pedone del nero · c6 pedone del bianco · g6 pedone del nero · b5 torre del bianco · c5 cavallo del bianco · d5 re del nero · f5 pedone del nero · g5 pedone del bianco · e4 cavallo del bianco · b3 pedone del bianco · g3 pedone del nero · b2 alfiere del bianco · d2 re del bianco · e2 torre del bianco · g2 donna del bianco · h2 alfiere del nero · h1 alfiere del nero | a8 alfiere del bianco · h8 torre del nero · a6 pedone del bianco · b6 pedone del nero · c6 pedone del bianco · g6 pedone del nero · b5 torre del bianco · c5 cavallo del bianco · d5 re del nero · f5 pedone del nero · g5 pedone del bianco · e4 cavallo del bianco · b3 pedone del bianco · g3 pedone del nero · b2 alfiere del bianco · d2 re del bianco · e2 torre del bianco · g2 donna del bianco · h2 alfiere del nero · h1 alfiere del nero | 4 |
| 3 | a8 alfiere del bianco · h8 torre del nero · a6 pedone del bianco · b6 pedone del nero · c6 pedone del bianco · g6 pedone del nero · b5 torre del bianco · c5 cavallo del bianco · d5 re del nero · f5 pedone del nero · g5 pedone del bianco · e4 cavallo del bianco · b3 pedone del bianco · g3 pedone del nero · b2 alfiere del bianco · d2 re del bianco · e2 torre del bianco · g2 donna del bianco · h2 alfiere del nero · h1 alfiere del nero | a8 alfiere del bianco · h8 torre del nero · a6 pedone del bianco · b6 pedone del nero · c6 pedone del bianco · g6 pedone del nero · b5 torre del bianco · c5 cavallo del bianco · d5 re del nero · f5 pedone del nero · g5 pedone del bianco · e4 cavallo del bianco · b3 pedone del bianco · g3 pedone del nero · b2 alfiere del bianco · d2 re del bianco · e2 torre del bianco · g2 donna del bianco · h2 alfiere del nero · h1 alfiere del nero | a8 alfiere del bianco · h8 torre del nero · a6 pedone del bianco · b6 pedone del nero · c6 pedone del bianco · g6 pedone del nero · b5 torre del bianco · c5 cavallo del bianco · d5 re del nero · f5 pedone del nero · g5 pedone del bianco · e4 cavallo del bianco · b3 pedone del bianco · g3 pedone del nero · b2 alfiere del bianco · d2 re del bianco · e2 torre del bianco · g2 donna del bianco · h2 alfiere del nero · h1 alfiere del nero | a8 alfiere del bianco · h8 torre del nero · a6 pedone del bianco · b6 pedone del nero · c6 pedone del bianco · g6 pedone del nero · b5 torre del bianco · c5 cavallo del bianco · d5 re del nero · f5 pedone del nero · g5 pedone del bianco · e4 cavallo del bianco · b3 pedone del bianco · g3 pedone del nero · b2 alfiere del bianco · d2 re del bianco · e2 torre del bianco · g2 donna del bianco · h2 alfiere del nero · h1 alfiere del nero | a8 alfiere del bianco · h8 torre del nero · a6 pedone del bianco · b6 pedone del nero · c6 pedone del bianco · g6 pedone del nero · b5 torre del bianco · c5 cavallo del bianco · d5 re del nero · f5 pedone del nero · g5 pedone del bianco · e4 cavallo del bianco · b3 pedone del bianco · g3 pedone del nero · b2 alfiere del bianco · d2 re del bianco · e2 torre del bianco · g2 donna del bianco · h2 alfiere del nero · h1 alfiere del nero | a8 alfiere del bianco · h8 torre del nero · a6 pedone del bianco · b6 pedone del nero · c6 pedone del bianco · g6 pedone del nero · b5 torre del bianco · c5 cavallo del bianco · d5 re del nero · f5 pedone del nero · g5 pedone del bianco · e4 cavallo del bianco · b3 pedone del bianco · g3 pedone del nero · b2 alfiere del bianco · d2 re del bianco · e2 torre del bianco · g2 donna del bianco · h2 alfiere del nero · h1 alfiere del nero | a8 alfiere del bianco · h8 torre del nero · a6 pedone del bianco · b6 pedone del nero · c6 pedone del bianco · g6 pedone del nero · b5 torre del bianco · c5 cavallo del bianco · d5 re del nero · f5 pedone del nero · g5 pedone del bianco · e4 cavallo del bianco · b3 pedone del bianco · g3 pedone del nero · b2 alfiere del bianco · d2 re del bianco · e2 torre del bianco · g2 donna del bianco · h2 alfiere del nero · h1 alfiere del nero | a8 alfiere del bianco · h8 torre del nero · a6 pedone del bianco · b6 pedone del nero · c6 pedone del bianco · g6 pedone del nero · b5 torre del bianco · c5 cavallo del bianco · d5 re del nero · f5 pedone del nero · g5 pedone del bianco · e4 cavallo del bianco · b3 pedone del bianco · g3 pedone del nero · b2 alfiere del bianco · d2 re del bianco · e2 torre del bianco · g2 donna del bianco · h2 alfiere del nero · h1 alfiere del nero | 3 |
| 2 | a8 alfiere del bianco · h8 torre del nero · a6 pedone del bianco · b6 pedone del nero · c6 pedone del bianco · g6 pedone del nero · b5 torre del bianco · c5 cavallo del bianco · d5 re del nero · f5 pedone del nero · g5 pedone del bianco · e4 cavallo del bianco · b3 pedone del bianco · g3 pedone del nero · b2 alfiere del bianco · d2 re del bianco · e2 torre del bianco · g2 donna del bianco · h2 alfiere del nero · h1 alfiere del nero | a8 alfiere del bianco · h8 torre del nero · a6 pedone del bianco · b6 pedone del nero · c6 pedone del bianco · g6 pedone del nero · b5 torre del bianco · c5 cavallo del bianco · d5 re del nero · f5 pedone del nero · g5 pedone del bianco · e4 cavallo del bianco · b3 pedone del bianco · g3 pedone del nero · b2 alfiere del bianco · d2 re del bianco · e2 torre del bianco · g2 donna del bianco · h2 alfiere del nero · h1 alfiere del nero | a8 alfiere del bianco · h8 torre del nero · a6 pedone del bianco · b6 pedone del nero · c6 pedone del bianco · g6 pedone del nero · b5 torre del bianco · c5 cavallo del bianco · d5 re del nero · f5 pedone del nero · g5 pedone del bianco · e4 cavallo del bianco · b3 pedone del bianco · g3 pedone del nero · b2 alfiere del bianco · d2 re del bianco · e2 torre del bianco · g2 donna del bianco · h2 alfiere del nero · h1 alfiere del nero | a8 alfiere del bianco · h8 torre del nero · a6 pedone del bianco · b6 pedone del nero · c6 pedone del bianco · g6 pedone del nero · b5 torre del bianco · c5 cavallo del bianco · d5 re del nero · f5 pedone del nero · g5 pedone del bianco · e4 cavallo del bianco · b3 pedone del bianco · g3 pedone del nero · b2 alfiere del bianco · d2 re del bianco · e2 torre del bianco · g2 donna del bianco · h2 alfiere del nero · h1 alfiere del nero | a8 alfiere del bianco · h8 torre del nero · a6 pedone del bianco · b6 pedone del nero · c6 pedone del bianco · g6 pedone del nero · b5 torre del bianco · c5 cavallo del bianco · d5 re del nero · f5 pedone del nero · g5 pedone del bianco · e4 cavallo del bianco · b3 pedone del bianco · g3 pedone del nero · b2 alfiere del bianco · d2 re del bianco · e2 torre del bianco · g2 donna del bianco · h2 alfiere del nero · h1 alfiere del nero | a8 alfiere del bianco · h8 torre del nero · a6 pedone del bianco · b6 pedone del nero · c6 pedone del bianco · g6 pedone del nero · b5 torre del bianco · c5 cavallo del bianco · d5 re del nero · f5 pedone del nero · g5 pedone del bianco · e4 cavallo del bianco · b3 pedone del bianco · g3 pedone del nero · b2 alfiere del bianco · d2 re del bianco · e2 torre del bianco · g2 donna del bianco · h2 alfiere del nero · h1 alfiere del nero | a8 alfiere del bianco · h8 torre del nero · a6 pedone del bianco · b6 pedone del nero · c6 pedone del bianco · g6 pedone del nero · b5 torre del bianco · c5 cavallo del bianco · d5 re del nero · f5 pedone del nero · g5 pedone del bianco · e4 cavallo del bianco · b3 pedone del bianco · g3 pedone del nero · b2 alfiere del bianco · d2 re del bianco · e2 torre del bianco · g2 donna del bianco · h2 alfiere del nero · h1 alfiere del nero | a8 alfiere del bianco · h8 torre del nero · a6 pedone del bianco · b6 pedone del nero · c6 pedone del bianco · g6 pedone del nero · b5 torre del bianco · c5 cavallo del bianco · d5 re del nero · f5 pedone del nero · g5 pedone del bianco · e4 cavallo del bianco · b3 pedone del bianco · g3 pedone del nero · b2 alfiere del bianco · d2 re del bianco · e2 torre del bianco · g2 donna del bianco · h2 alfiere del nero · h1 alfiere del nero | 2 |
| 1 | a8 alfiere del bianco · h8 torre del nero · a6 pedone del bianco · b6 pedone del nero · c6 pedone del bianco · g6 pedone del nero · b5 torre del bianco · c5 cavallo del bianco · d5 re del nero · f5 pedone del nero · g5 pedone del bianco · e4 cavallo del bianco · b3 pedone del bianco · g3 pedone del nero · b2 alfiere del bianco · d2 re del bianco · e2 torre del bianco · g2 donna del bianco · h2 alfiere del nero · h1 alfiere del nero | a8 alfiere del bianco · h8 torre del nero · a6 pedone del bianco · b6 pedone del nero · c6 pedone del bianco · g6 pedone del nero · b5 torre del bianco · c5 cavallo del bianco · d5 re del nero · f5 pedone del nero · g5 pedone del bianco · e4 cavallo del bianco · b3 pedone del bianco · g3 pedone del nero · b2 alfiere del bianco · d2 re del bianco · e2 torre del bianco · g2 donna del bianco · h2 alfiere del nero · h1 alfiere del nero | a8 alfiere del bianco · h8 torre del nero · a6 pedone del bianco · b6 pedone del nero · c6 pedone del bianco · g6 pedone del nero · b5 torre del bianco · c5 cavallo del bianco · d5 re del nero · f5 pedone del nero · g5 pedone del bianco · e4 cavallo del bianco · b3 pedone del bianco · g3 pedone del nero · b2 alfiere del bianco · d2 re del bianco · e2 torre del bianco · g2 donna del bianco · h2 alfiere del nero · h1 alfiere del nero | a8 alfiere del bianco · h8 torre del nero · a6 pedone del bianco · b6 pedone del nero · c6 pedone del bianco · g6 pedone del nero · b5 torre del bianco · c5 cavallo del bianco · d5 re del nero · f5 pedone del nero · g5 pedone del bianco · e4 cavallo del bianco · b3 pedone del bianco · g3 pedone del nero · b2 alfiere del bianco · d2 re del bianco · e2 torre del bianco · g2 donna del bianco · h2 alfiere del nero · h1 alfiere del nero | a8 alfiere del bianco · h8 torre del nero · a6 pedone del bianco · b6 pedone del nero · c6 pedone del bianco · g6 pedone del nero · b5 torre del bianco · c5 cavallo del bianco · d5 re del nero · f5 pedone del nero · g5 pedone del bianco · e4 cavallo del bianco · b3 pedone del bianco · g3 pedone del nero · b2 alfiere del bianco · d2 re del bianco · e2 torre del bianco · g2 donna del bianco · h2 alfiere del nero · h1 alfiere del nero | a8 alfiere del bianco · h8 torre del nero · a6 pedone del bianco · b6 pedone del nero · c6 pedone del bianco · g6 pedone del nero · b5 torre del bianco · c5 cavallo del bianco · d5 re del nero · f5 pedone del nero · g5 pedone del bianco · e4 cavallo del bianco · b3 pedone del bianco · g3 pedone del nero · b2 alfiere del bianco · d2 re del bianco · e2 torre del bianco · g2 donna del bianco · h2 alfiere del nero · h1 alfiere del nero | a8 alfiere del bianco · h8 torre del nero · a6 pedone del bianco · b6 pedone del nero · c6 pedone del bianco · g6 pedone del nero · b5 torre del bianco · c5 cavallo del bianco · d5 re del nero · f5 pedone del nero · g5 pedone del bianco · e4 cavallo del bianco · b3 pedone del bianco · g3 pedone del nero · b2 alfiere del bianco · d2 re del bianco · e2 torre del bianco · g2 donna del bianco · h2 alfiere del nero · h1 alfiere del nero | a8 alfiere del bianco · h8 torre del nero · a6 pedone del bianco · b6 pedone del nero · c6 pedone del bianco · g6 pedone del nero · b5 torre del bianco · c5 cavallo del bianco · d5 re del nero · f5 pedone del nero · g5 pedone del bianco · e4 cavallo del bianco · b3 pedone del bianco · g3 pedone del nero · b2 alfiere del bianco · d2 re del bianco · e2 torre del bianco · g2 donna del bianco · h2 alfiere del nero · h1 alfiere del nero | 1 |
|   | a | b | c | d | e | f | g | h |   |

Soluzione:
1. Aa3!  (min. 2. Ca4+ Rd4 3. Ab2#)
1... Axg2 2. Cc3+ Rd4/d6 3. Ce6#

1... Re5 2. Cd3+  Re6 3. Cd6#

1... fxe4 2. Cxe4+ Re6 3. Cd6#

1... Th4 2. Cf6+ Rd6 3. Ce8#